# Сокслет, Франц фон
Франц фон Сокслет (нем. Franz von Soxhlet; 12 января 1848, Брюнн, Австрийская империя, — 5 мая 1926, Мюнхен, Германия) — немецкий агрохимик.
Профессор земледельческой химии в Высшем техническом училище в Мюнхене, директор Баварской сельскохозяйственной опытной станции; известен своими работами с сахарами, в особенности молочным сахаром, многочисленными исследованиями состава молока женщин и животных, процесса скисания, тех изменений, которые претерпевает молоко при переваривании его в организме, природы белковых веществ, содержащихся в молоке. Сокслет придумал много остроумных приборов, распространившихся по химическим лабораториям всего света, таковы, напр., прибор для выщелачивания или экстрагирования (экстрактор Сокслета), прибор для определения содержания жира в молоке при помощи ареометра, прибор для стерилизации молока действием высокой (100°C) температуры. Сокслет написал, кроме большого числа мемуаров по химии, напечатанных в специальных химических журналах, книгу «О детском молоке и вскармливании грудных детей».